# Tribute band
A tribute band a könnyűzenei együttesek egyik speciális típusa. Jellemzőjük, hogy működésükkel egy ismert együttes vagy zenész előtt tisztelegnek úgy, hogy az illető előadó dalait játsszák és gyakran követik annak külsőségeit is (mint például a Kiss arcfestése). Ezt általában névválasztásuk is kifejezi: lehet szójáték az eredeti együttes nevével (Volbeat - VOLBAND,(AC/DC - AB/CD, Easy/DC, Iron Maiden - Iron Majdnem, Sepultura - Szepultúra, Black Sabbath - Sabbath Szombat) vagy valamely lemezére, dalára való utalás (például a Led Zeppelin dalokat játszó Coda). Rokon értelmű elnevezés az emlékzenekar, amely akkor használatos, ha feloszlott együttes vagy elhunyt zenész előtt tisztelegnek (például a Jeff Porcaro Emlékzenekar, amely a Toto dalait játssza és az együttes elhunyt dobosáról kapta a nevét). Hasonló jellegű együttesek az úgynevezett cover bandek, amelyek szintén feldolgozásokat játszanak, de kevésbé törekednek az eredeti előadóhoz való hasonlóságra.
Tevékenységük azonban nem feltétlenül korlátozódik a kiválasztott előadó dalainak játszására, előfordul, hogy egy idő után saját zenéket is írnak.
Bár az 1960-as évek közepéig a magyar beategyüttesek külföldi slágereket játszottak, nem volt jellemző az egyetlen előadóra történő specializálódás. 1973-tól 1979-ig a Hungária működött tribute band jelleggel, a Beatles emlékét ápolva (ezt az időszakukat szokás „Beatles-Hungária” néven számon tartani). Az 1990-es évek elején tűnt fel a Beathoven, amely magyarra fordítva játszotta a Beatles dalait. Azóta Magyarországon is egyre több külföldi és hazai együttesnek van tribute bandje. Van példa arra is, hogy ezek szorosabb kapcsolatba kerülnek az eredeti előadóval: a Rolls Fraktion együttest a Rolls Frakció alapító elismerték hivatalos utódformációnak; 2009-ben a Piramis utódjaként létrejött a Piramis Plusz, amelyben együtt játszanak eredeti tagok és a tribute band Piramix tagjainak egy része.